# Refusenik

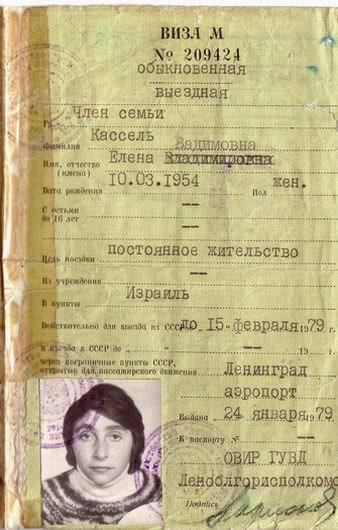
Um raro visto de saída definitiva (tipo 2) da União Soviética. Ao sair definitivamente do país, o indivíduo perdia a cidadania soviética.

Refusenik  é um termo híbrido resultante da combinação do inglês refuse (em português, 'recusa') com o russo отка́зник, translit. otkáznik (plural: отка́зники, otkázniki), de отказ, otkaz (em português, 'recusa').  A palavra surgiu durante a guerra fria e designava informalmente o cidadão  da URSS e de outros países do bloco oriental, ao qual tivesse sido negada a  permissão para emigrar. Aplicava-se em particular (mas não exclusivamente) ao judeu soviético que pretendia emigrar para Israel. 
Uma alegação típica para negar o visto de saída era o suposto conhecimento de segredos de Estado, por parte do solicitante.
Além dos judeus, costumavam ter negados os seus pedidos saída definitiva do país:
- Outras etnias, como os alemães do Volga, que tentavam ir para a Alemanha; os armênios, que desejam se unir à sua diáspora e os gregos transferidos compulsoriamente, pelo regime stalinista, da Crimeia e de outras ´áreas do sul, para a Sibéria.
- Membros de grupos religiosos perseguidos, como os  greco-católicos ucranianos, menonitas russos, batistas, as testemunhas de Jeová e outros grupos protestantes.

A solicitação de um visto de saída definitiva era um ato registrado pela KGB, o que podia comprometer as perspectivas de trabalho e carreira do solicitante. Como regra geral, os refuseniks, assim como os dissidentes, perdiam seus empregos e dificilmente conseguiam voltar a atuar nas respectivas áreas de especialidade. Restava-lhes aceitar trabalhos de baixa qualificação ou enfrentar a prisão sob a acusação de parasitismo social.
A proibição da imigração judaica para Israel foi encerrada em 1971, levando à aliá da União Soviética dos anos 1970. A chegada de Mikhail Gorbachev ao poder, em meados da década de 1980, com suas políticas de glasnost e perestroika, bem como a melhoria das relações da URSS com o Ocidente, levaram a grandes mudanças, e a maioria dos refuseniks pôde emigrar.

## História dosrefuseniksjudeus
Um grande número de judeus soviéticos solicitou vistos de saída para deixar a União Soviética, especialmente no período posterior à Guerra dos Seis Dias de 1967. Enquanto alguns foram autorizados a sair, muitos tiveram sua permissão para emigrar recusada, tanto imediatamente como depois de seus casos passarem anos no OVIR (ОВиР, "Отдел Виз и Регистрации", "Otdel Viz i Registratsii", Departamento de Vistos e Registro), o departamento MVD (Ministério Soviético de Assuntos Internos) responsável pelos vistos de saída. Em muitos casos, a razão dada para a recusa era que essas pessoas teriam tido acesso, em algum ponto de suas carreiras, a informações vitais para a segurança nacional soviética e não poderiam ser autorizadas a sair.
Durante a Guerra Fria, os judeus soviéticos eram considerados um risco de segurança ou possíveis traidores. Para solicitar um visto de saída, os candidatos (e muitas vezes suas famílias inteiras) teriam que deixar seus empregos, o que, por sua vez, os tornaria vulneráveis a acusações de parasitismo social -  um delito passível de prisão.
Muitos judeus erm vítimas do antissemitismo sistemático e institucionalizado que bloqueava suas oportunidades de progresso profissional. Alguns setores do governo estavam quase totalmente fora dos limites para os judeus. Além disso, as restrições soviéticas à educação e expressão religiosas impediam os judeus de se engajarem na vida cultural e religiosa judaica. Embora essas restrições levassem muitos judeus a tentar a emigração, solicitar um visto de saída era visto como um ato de traição pelas autoridades soviéticas. Assim, os possíveis emigrantes pediam permissão para emigrar com grande risco pessoal, sabendo que uma recusa oficial muito provavelmente seria acompanhada de demissão do trabalho e outras formas de ostracismo social e pressão econômica. Ao mesmo tempo, condenações internacionais fortes fizeram com que as autoridades soviéticas aumentassem significativamente a quota de emigração. Nos anos entre 1960 e 1970, apenas 4.000 pessoas (legalmente) emigraram da URSS. Na década seguinte, o número subiu para 250.000, para cair novamente em 1980.

### O caso Dymshits–Kuznetsov: sequestro de avião
Em 1970, um grupo de dezesseis refuseniks (dois dos quais não eram judeus), organizado pelo dissidente Eduard Kuznetsov (que já havia cumprido um período de sete anos em prisões soviéticas), planejou comprar todos os assentos para o voo local de Leningrado a Priozersk, sob o disfarce de uma viagem de convidados para um casamento, em um pequeno avião de 12 lugares Antonov An-2 (coloquialmente conhecido como "кукурузник", kukuruznik). O grupo expulsou os pilotos, antes da decolagem, em uma das escalas, e voou em direção à Suécia. Um dos passageiros, Mark Dymshits, era ex-piloto militar. Em 15 de junho de 1970, depois de chegar ao aeroporto Smolnoye (mais tarde Rzhevka), perto de Leningrado, todo o grupo de "convidados do casamento" foi preso pelo MVD.
Eles foram acusados de alta traição, crime punível compena de morte nos termos do artigo 64 do Código Penal da RSFSR. Mark Dymshits e Eduard Kuznetsov foram condenados à morte; mas, depois de protestos internacionais, a pena foi reduzida para 15 anos de encarceramento; Yosef Mendelevitch e Yuri Fedorov: 15 anos; Aleksey Murzhenko: 14 anos; Sylva Zalmanson (esposa de Kuznetsov e a única mulher em julgamento): 10 anos; Arie (Leib) Knokh: 13 anos; Anatoli Altmann: 12 anos; Boris Penson: 10 anos; Israel Zalmanson: 8 anos; Wolf Zalmanson (irmão de Sylva e Israel): 10 anos; Mendel Bodnya: 4 anos.  

### Repressão ao ativismorefusenike seu crescimento

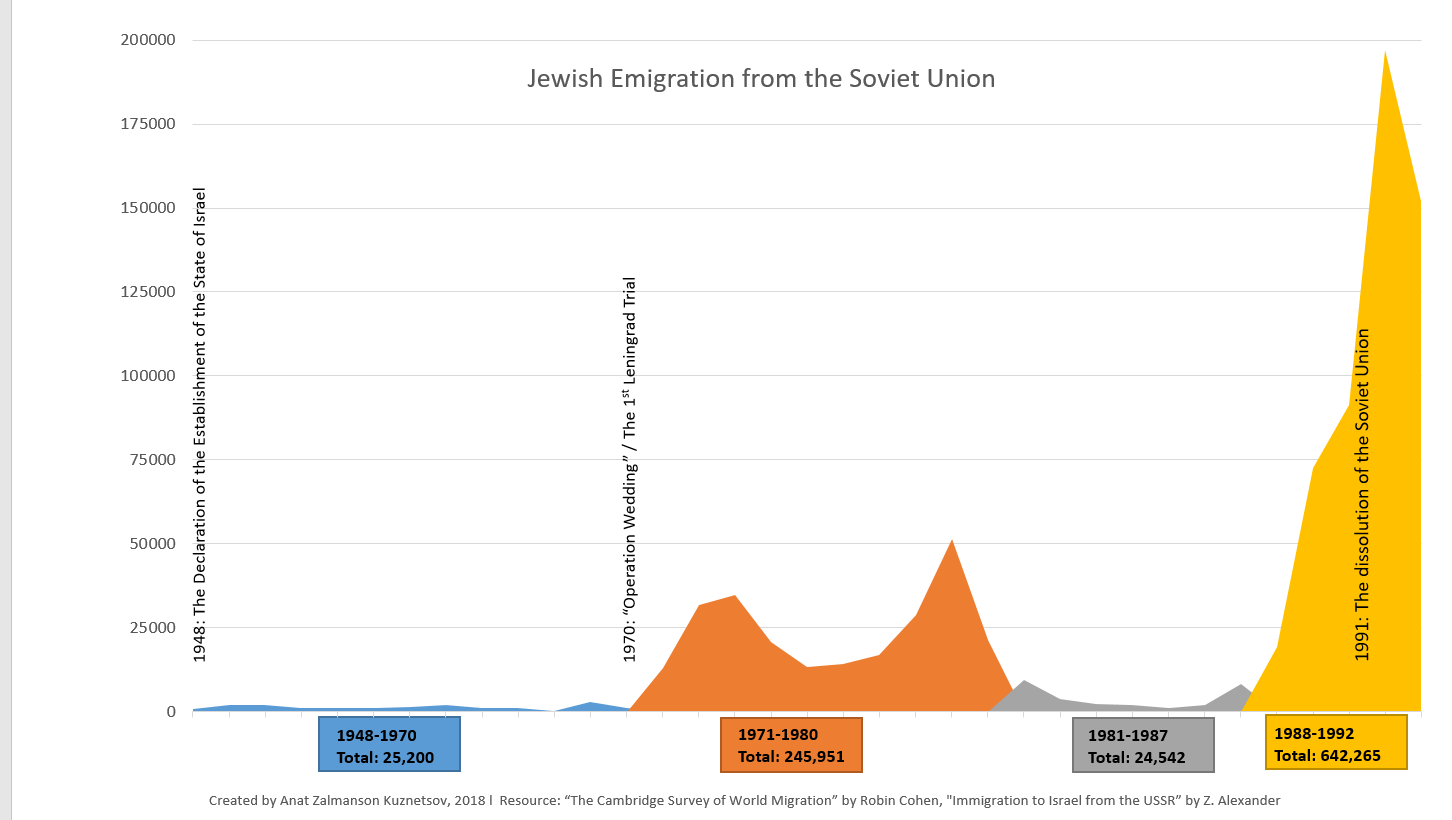
Emigração judaica da URSS, antes e depois do Primeiro Julgamento de Leningrado

O caso do avião sequestrado foi seguido por uma repressão ao movimento judaico e dissidente em toda a URSS. Ativistas foram presos, centros improvisados para estudar o idioma hebraico e o Torá foram fechados, e mais julgamentos se seguiram. Ao mesmo tempo, a forte pressão internacional levou as autoridades soviéticas a aumentar significativamente a cota de emigração. Nos anos entre 1960 e 1970, cerca de 3.000 judeus soviéticos haviam (legalmente) emigrado da URSS; após os julgamentos, no período de 1971 a 1980, 347.100 pessoas receberam um visto para deixar a URSS, 245.951 deles eram judeus.
Refuseniks incluíam judeus que desejavam emigrar por motivos religiosos ou buscando imigrar para Israel por motivações sionistas ou, ainda, judeus relativamente seculares desejando escapar do antissemitismo apoiado pelo Estado.  
Um dos principais defensores e porta-vozes dos direitos dos refuseniks, na década de 1970, foi Natan Sharansky. O envolvimento de Sharansky com o Grupo Helsinque de Moscou ajudou a fortalecer a luta pelo direito de emigração, dentro do contexto maior do movimento de direitos humanos na URSS. Sua prisão, sob acusação de espionagem e traição, e o subsequente julgamento contribuíram para aumentar o apoio internacional à causa dos refuseniks.  

### Pressão internacional

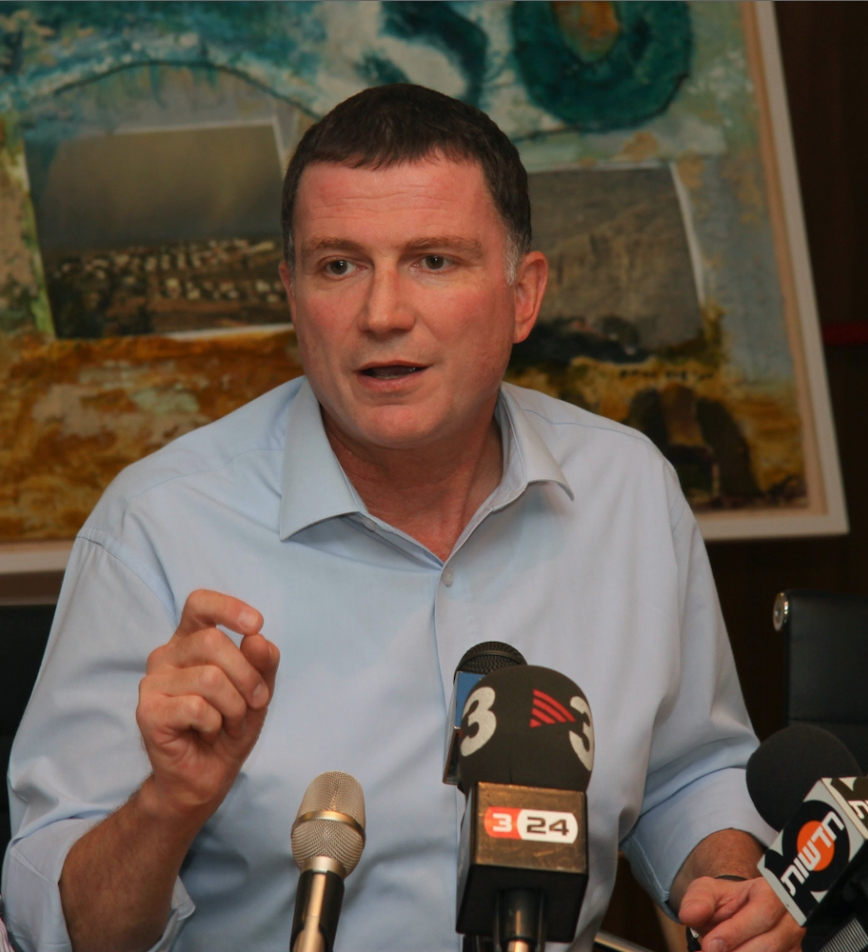
Yuli Edelstein, um dos mais proeminentes refuseniks da União Soviética, que atua como presidente do Knesset (parlamento de Israel) desde 2013.

Em 18 de outubro de 1976, 13 refuseniks judeus foram ao Presidium do Soviete Supremo para pedir explicações sobre as negações do seu direito de emigrar da URSS, como afirmado pela Lei Final de Helsinque. Não recebendo qualquer resposta, eles se reuniram na sala de recepção do Presidium no dia seguinte. Após algumas horas de espera, foram apreendidos pela polícia, levados para fora dos limites da cidade e espancados. Dois deles foram mantidos sob custódia policial.
Na semana seguinte, após uma reunião malsucedida entre os líderes dos ativistas e o ministro soviético de Assuntos Internos, o general Nikolay Shchelokov, esses abusos da lei inspiraram várias manifestações na capital soviética. Na segunda-feira, 25 de outubro de 1976, 22 ativistas, incluindo Mark Azbel, Felix Kandel, Alexandre Lerner, Ida Nudel, Anatoly Shcharansky, Vladimir Slepak e Michael Zeleny, foram presos em Moscou a caminho da próxima manifestação. Eles foram condenados por vandalismo e encarcerados no centro de detenção Beryozka e outras penitenciárias em torno de Moscou. O artista Victor Motko, preso na Praça Dzerzhinsky, foi detido junto com os manifestantes devido às suas tentativas anteriores de emigrar da URSS. Estes eventos foram cobertos por vários jornalistas britânicos e americanos, incluindo David K. Shipler, Craig R. Whitney e Christopher S. Wren. As manifestações e prisões de outubro coincidiram com o fim da eleição presidencial dos Estados Unidos em 1976. Em 25 de outubro, o candidato à presidência dos EUA, Jimmy Carter, expressou seu apoio aos manifestantes em um telegrama enviado a Scharansky e instou as autoridades soviéticas a libertá-los. (Veja Léopold Unger, Christian Jelen, Le grand retour, A. Michel 1977; Феликс Кандель, Зона отдыха, или Пятнадцать суток на размышление, Типография Ольшанский Лтд, Иерусалим, 1979; Феликс Кандель, Врата исхода нашего: Девять страниц истории, efeito das Publicações Tel Aviv, 1980. Em 9 de novembro de 1976, uma semana depois de Carter ter vencido as eleições presidenciais, as autoridades soviéticas libertaram todos, com exceção de dois dos manifestantes anteriormente detidos. Vários outros foram posteriormente detidos e encarcerados ou exilados na Sibéria.
Em 1º de junho de 1978, os refuseniks Vladimir e Maria Slepak estavam na sacada do oitavo andar de seu prédio. Então, a permissão de emigrar lhes havia sido negada por mais de 8 anos. Vladimir exibiu uma faixa que dizia: "Deixe-nos ir para o nosso filho em Israel". Sua esposa Maria segurava uma faixa que dizia "Visto para meu filho". Sua parceira refusenik e ativista Ida Nudel realizou uma exibição semelhante na varanda do seu próprio apartamento. Todos foram presos e acusados de vandalismo malicioso, violando o artigo 206.2 do Código Penal da União Soviética. O Grupo Helsinque de Moscou protestou contra as suas detenções em circulares datadas de 5 e 15 de junho daquele ano. Vladimir Slepak e Ida Nudel foram condenados por todas as acusações. Eles serviram 5 e 4 anos no exílio da Sibéria, respectivamente.

## Evolução do significado da palavra
Mais recentemente, em Israel, refusenik passou a indicar um objetor de consciência que se recusa a prestar o serviço militar obrigatório nos Territórios Ocupados.

## Filmografia
- Operação Casamento: documentário de Anat Zalmanson-Kuznetsov, sobre a história de seus pais Sylva Zalmanson e Eduard Kuznetsov, protagonistas do caso  Dymshits-Kuznetsov de sequestro de avião- uma ousada tentativa de fuga da URSS em 1970.[18]
- Refusenik, documentário de Laura Bialis (2007), sobre a luta dos refuseniks soviéticos.</ref>

### Livros e artigos
- Pauline Peretz, Let My People Go: The Transnational Politics of Soviet Jewish Emigration During the Cold War. Ethan Rundell, trans. Piscataway, NJ: Transaction Publishers, 2015.
- «Soviet repression of refusenik scientists unabated. The arrest of chemist Yuri Tarnopolsky points up the continuing plight of refusenik scientists in the Soviet Union under its new leadership». Chemical & Engineering News. 61 (20): 45–47. 15 de maio de 1983. doi:10.1021/cen-v061n020.p045. Cópia arquivada em 8 de dezembro de 2024, no Wayback Machine.
- Galina Nizhnikov, Against the Kremlin Wall.  Um relato participante sobre o movimento de mulheres judias soviéticas nos anos 1970 e a prisão de Ida Nudel.
- Aba Taratuta, Cheerful Memories/Troubled Years: A Story of a Refusenik’s Family in Leningrad and its Struggle for Immigration to Israel.

### Memórias
- Natan Sharansky, Fear No Evil: The Classic Memoir of One Man's Triumph over a Police State. ISBN 1-891620-02-9.
- Chaim Potok, Gates of November: Chronicles of the Slepak Family. ISBN 0-394-58867-3.
- Yuri Tarnopolsky, Memoirs of 1984. ISBN 0-8191-9198-1, ISBN 0-8191-9197-3.

### Ficção
- David Shrayer-Petrov, Doctor Levitin. A saga de uma família refusenik de Moscou nos anos 1980s.